# Alice's Curious Labyrinth
Alice's Curious Labyrinth is een doolhof in het Franse attractiepark Disneyland Park. De attractie opende 12 april 1992, tegelijk met de rest van het park.
Het is een haaglabyrint, dat is opgebouwd rond verschillende scènes uit de film Alice in Wonderland uit 1951, in het bijzonder Alice's ontmoetingen met de Hartenkoningin. Het doolhof bestaat uit twee delen en tussen deze twee gedeelten kan men de attractie al verlaten. In het eerste deel zijn enkele scènes uit het eerste deel van de film uitgebeeld. Het tweede deel, The Queen of Heart's Maze genaamd, draait om de slotscènes uit de film.
Wie het doolhof weet te voltooien komt uit bij het kasteel van de Hartenkoningin. Dit kasteel biedt enkele uitkijkmogelijkheden op delen van Fantasyland. Via een pad loopt men vervolgens van het kasteel terug naar de uitgang.

## Afbeeldingen

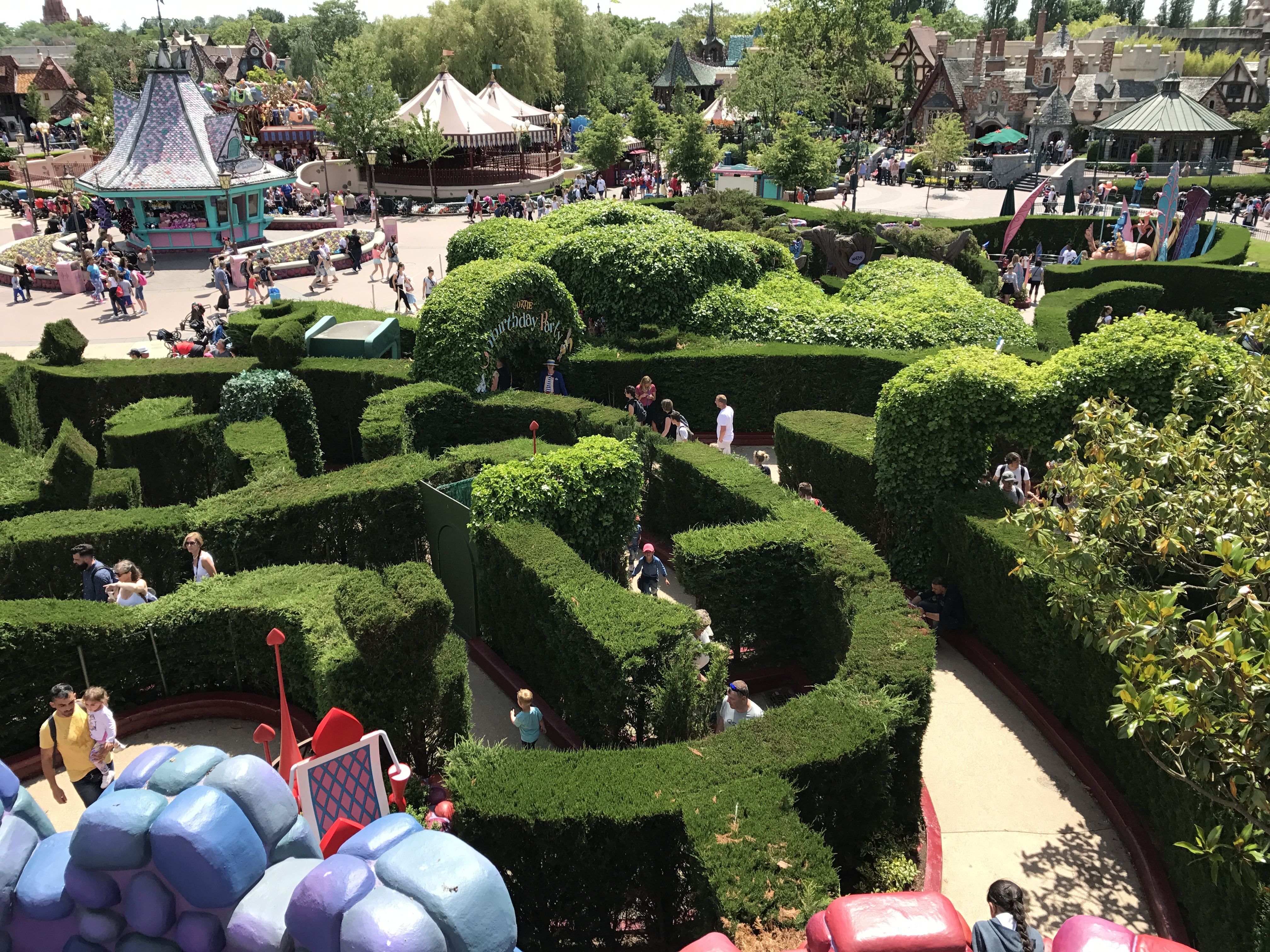
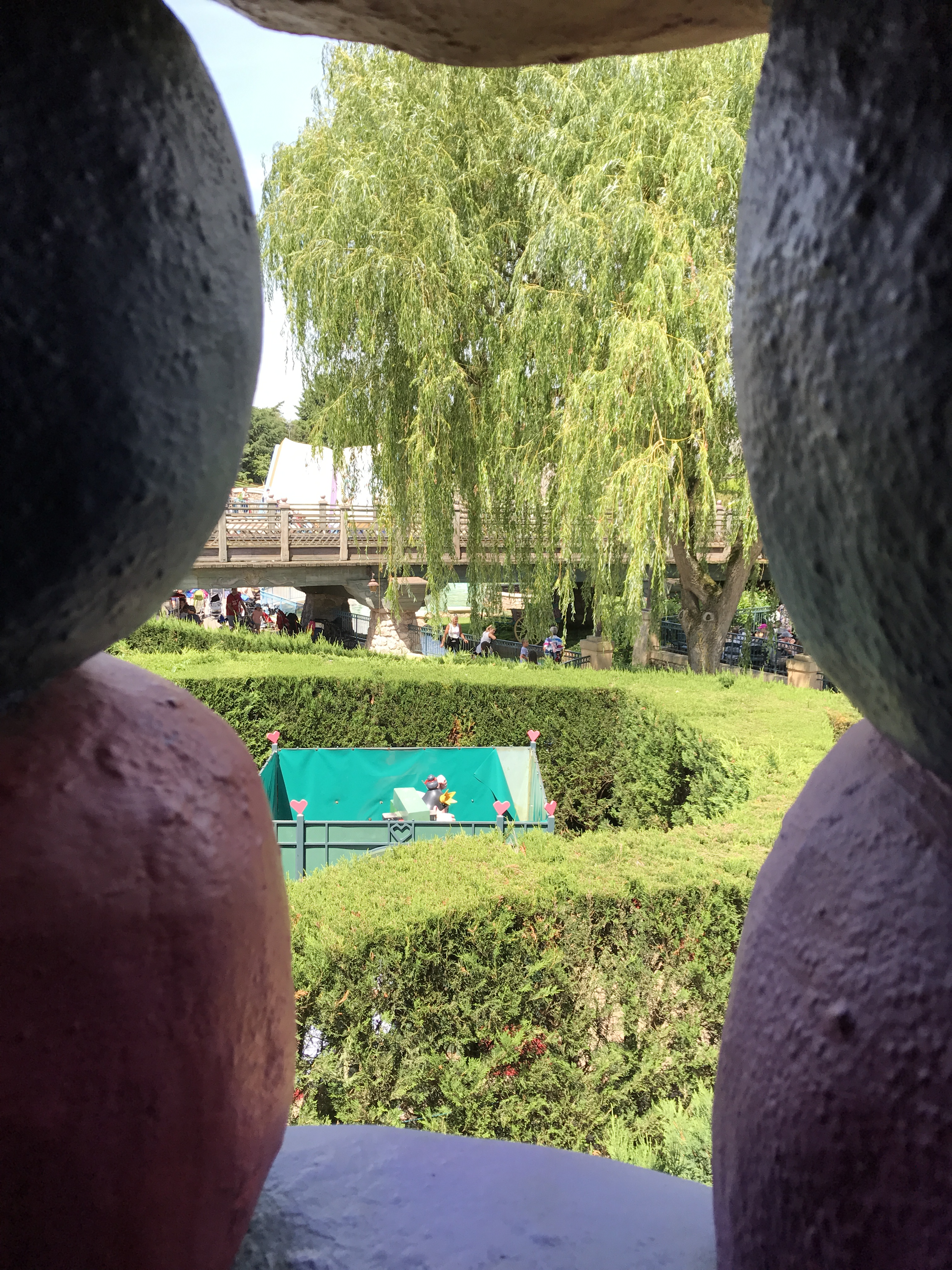
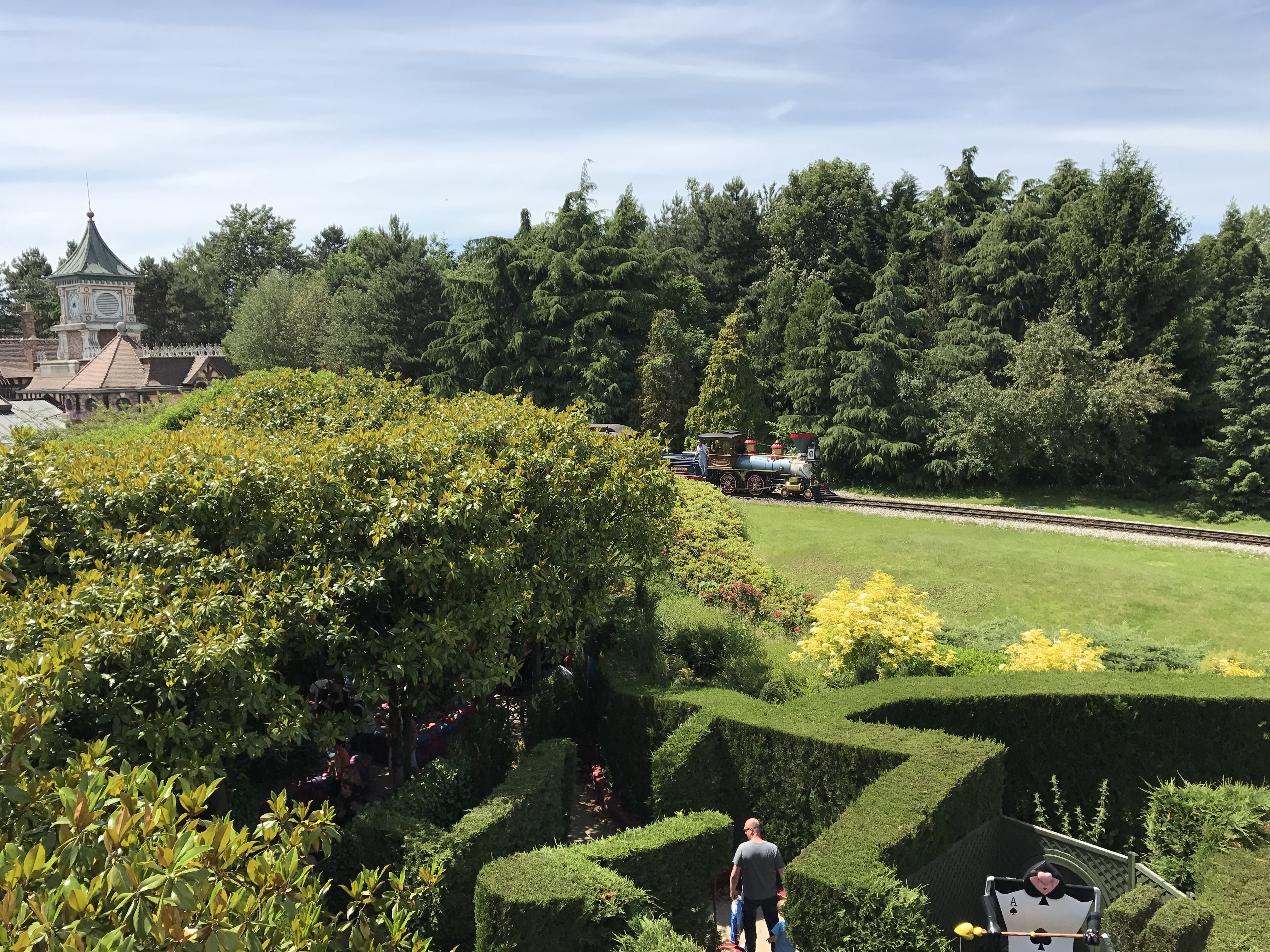

Disneyland Paris · Lijst van attracties in Disneyland Park · Le Château de la Belle au Bois Dormant · afbeeldingen